# Каната

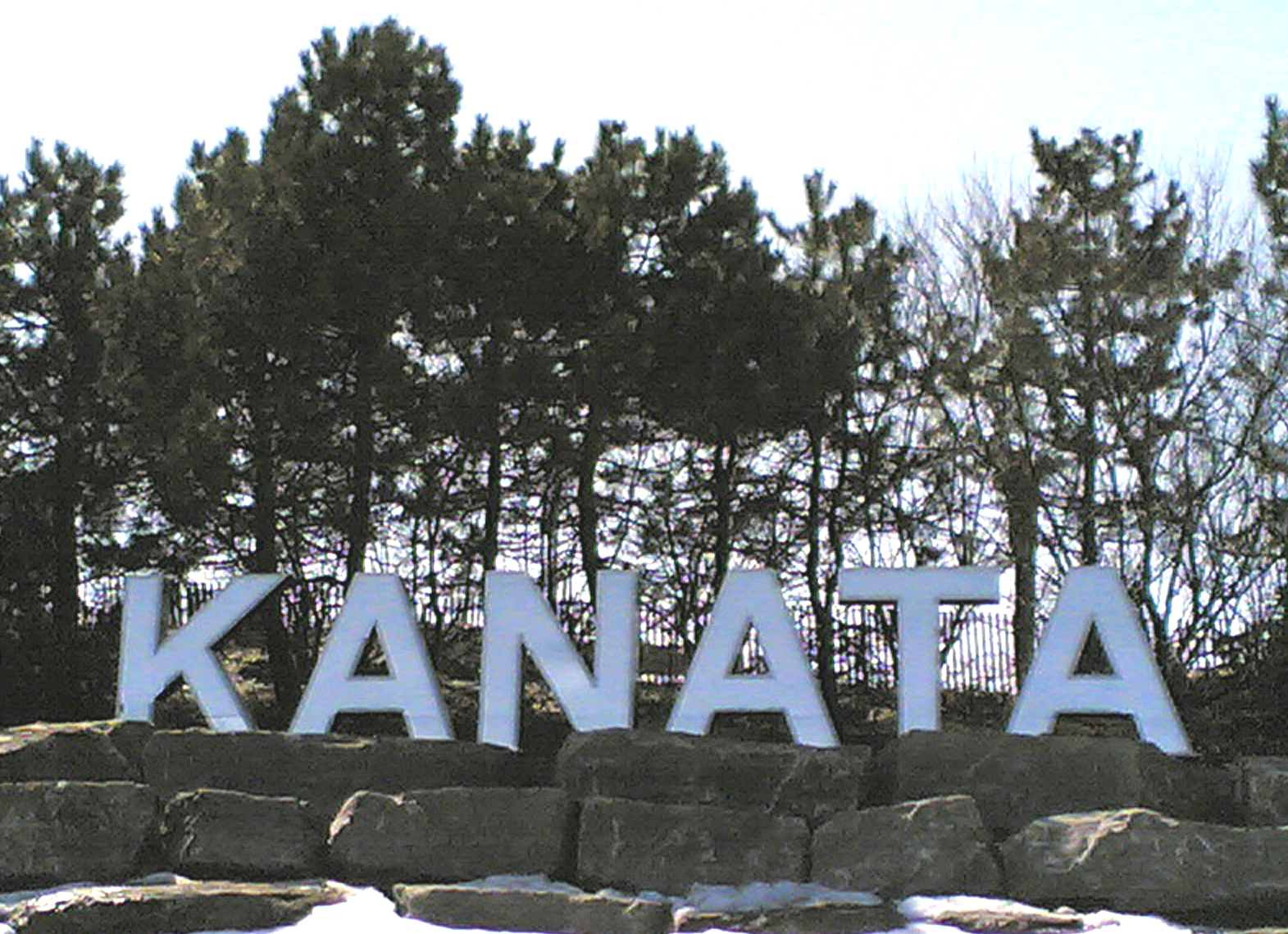
Знак на восточном въезде в Канату из трёхметровых букв, подсвечиваемых ночью

Каната была городом в провинции Онтарио в Канаде, пока в 2001 году не была присоединена к Оттаве. До объединения население Канаты составляло 59700 человек, по приблизительным оценкам в 2005 на территории Канаты проживает 72000 человек.
Каната расположена в 22 километрах от делового центра Оттавы по автодороге 417. Площадь Канаты составляет 139 квадратных километров. Граничит с районами Уэст-Карлтон и Данробин.

## Примечательные здания и учреждения
- Центр Corel и главная арена команды Национальной хоккейной лиги Ottawa Senators по адресу 1000 Palladium Drive.
- Канатский Комплекс Отдыха, 100 Walter Baker Place. Два ледяных катка и горка для скатывания на санках.
- The Kanata Leisure Centre and Wave Pool, 70 Aird Place. Крытый бассейн с искусственной симуляцией волн.
- The Kanata Centrum; Вместе с прилегающими постройками, третий по размеру шопинг-центр в Оттаве.
- AMC Kanata 24 Theatres, самый большой кинотеатр в Оттаве состоящий из 24 кинозалов. Сам Кинотеатр находится в Kanata Centrum.

## Промышленность
В Канате сосредоточено множество высокотехнологичных предприятий, таких, как Nortel, Alcatel, Cisco Systems, Hewlett-Packard, March Networks, Ubiquity Software, QNX Software Systems, BlackBerry и Mitel.